# 吉良元夫
吉良 元夫（きら もとお、1867年10月18日（慶応3年9月21日）- 1938年（昭和13年）10月15日）は、明治から昭和前期の醸造家、政治家。衆議院議員、大分県大野郡上井田村長。号・淡遠。

## 経歴
豊後国大野郡上尾塚村（大分県大野郡上井田村上尾塚、朝地村、朝地町を経て現豊後大野市朝地町上尾塚）で、酒造業・吉良圭蔵の長男として生まれる。竹田町の寺井塾で漢学を修めた。その後、上京して神田共立学校（現開成中学校・高等学校）、三田英語塾（慶應義塾）で学び、哲学館（現東洋大学）を卒業した。
帰郷して家業の酒造業、醤油醸造業を営む。大野郡酒屋組合長、両豊銀行監査役も務めた。日露戦争では豊州新報記者として従軍した。
政界では、上井田村会議員、同村長に在任。大分県会議員に選出され、同参事会員も務めた。1920年（大正9年）5月、第14回衆議院議員総選挙（大分県第4区、立憲政友会公認）で初当選。1924年（大正13年）5月の第15回総選挙（大分県県第4区、政友本党公認）でも再選され、衆議院議員に連続2期在任した。その間、運輸通信の分野を中心に活動した。
1927年（昭和2年）には、議会乱闘事件に関与したとして公務執行妨害、文書毀棄の容疑で起訴。同年12月16日に禁錮二か月、執行猶予1年の判決を受けている。